# Michel Redolfi
 (mars 2025).
L'article doit être relu — et modifié si nécessaire — par des contributeurs indépendants pour apporter un regard critique aux contributions effectuées en violation des conditions d'utilisation de Wikipédia, tant sur la forme (notamment concernant le style encyclopédique, la proportionnalité) que sur le fond (la neutralité de point de vue, la qualité et l'indépendance des sources).
 (juin 2020).
Si vous disposez d'ouvrages ou d'articles de référence ou si vous connaissez des sites web de qualité traitant du thème abordé ici, merci de compléter l'article en donnant les références utiles à sa vérifiabilité et en les liant à la section « Notes et références ».
Michel Redolfi (8 décembre 1951 à Marseille en France -) est un compositeur français contemporain.

## Design sonore
L’intérêt de Michel Redolfi pour la musique contemporaine hors les murs et pour de larges audiences le destine à la conception sonore pour des espaces publics : parcours et identité sonore pour le Centre de la Mer Nausicaä (évolutif depuis 1991), le Parc de La Villette et la Cité des sciences et de l'industrie, la Fondation Maeght, l’Exposition Universelle de Séville, ainsi que Lille Capitale Européenne de la Culture 2004.
Son studio Audionaute, à Nice, conçoit régulièrement des projets de design sonore pour les réseaux de tramways français et internationaux. Pour ce faire, Michel Redolfi réinvente l'annonce-voyageur sous forme de sonal de facture contemporaine, mêlant voix et musique actuelle. Ces micro-compositions électroacoustiques sont évolutives tout au long du parcours - en fonction de l'identité des quartiers traversés, mais également selon des climats musicaux en relation avec les périodes de la journée ou de la soirée.
En 2007, en remportant le concours "Art dans la ville" (jury présidé par François Barré), il crée le design sonore permanent du tramway de Nice. A cette occasion, il enregistre un casting de voix-off, dont celle de l'acteur Michael Lonsdale. Lors de l'extension du réseau, en 2018, il réalise de nouveaux sonals avec, cette fois-ci, en voix-off, l'acteur Jean-Marc Barr. En 2012, il compose les sonals du tramway de Brest et, en 2015, ceux du tramway de Besançon. En 2025 est inauguré le tramway de Liège, avec son design sonore regroupant un casting de voix-off issues du cinéma et du théâtre belges.

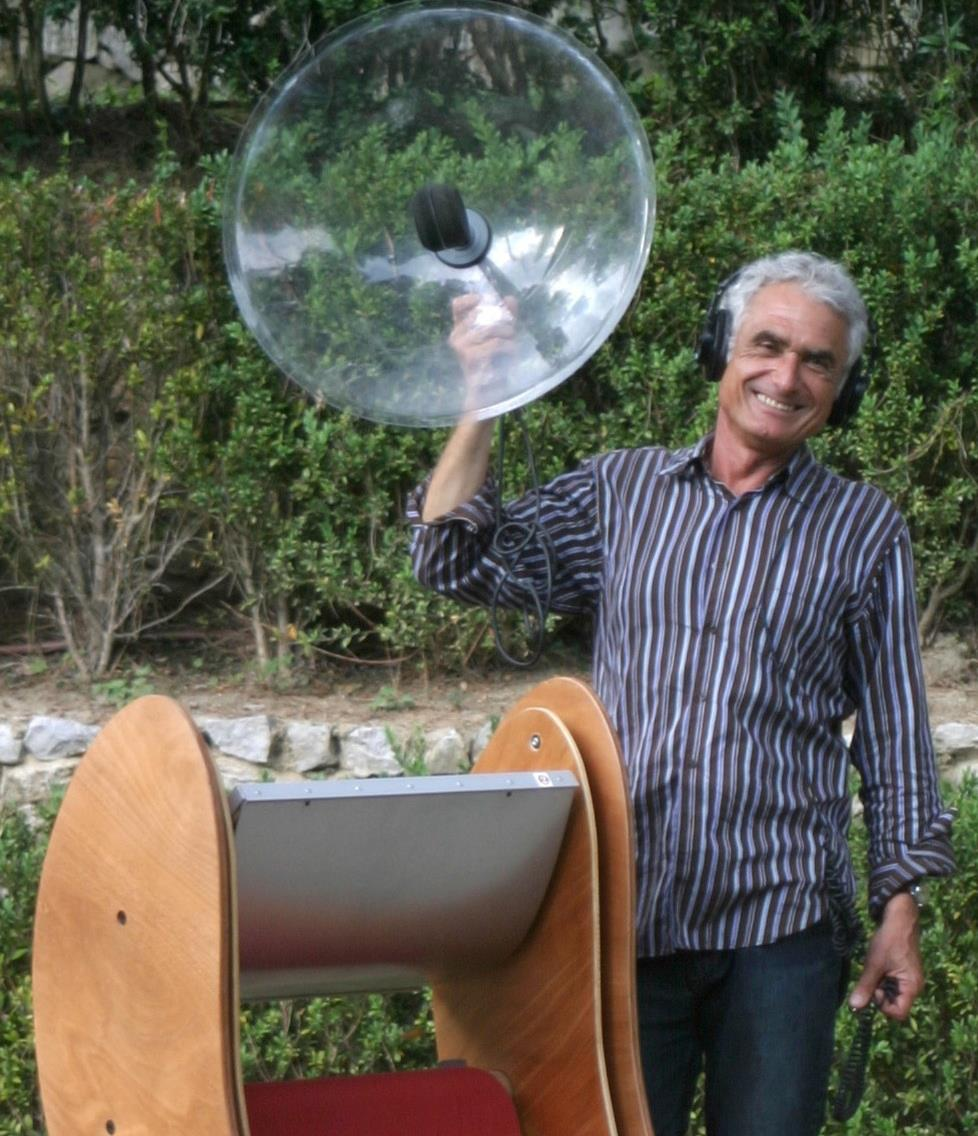
Michel Redolfi (2008).

## Musique éditée
- Music on Mars — Radio France, collection Signature, 2014 ; réédition sur Cezame

## Musique pour l'image
Ses recherches sonores dans l’univers subaquatique et son expérience de pionnier du Sound Design ont permis à Michel Redolfi de s’intéresser à la musique pour l’image. Dès 1997, certaines de ses compositions apparaissent dans les albums du Cabinet de Musique Généraliste, fondé par Denis Levaillant et l’éditeur Frédéric Leibovitz. On peut retenir de cette approche les albums parus chez Cezame Music Agency :
- Underwater Music (Cezame CEZ4022), 2007
- Sci-Fi Memories (Cezame CEZ4221), 2015
- The Exoplanets (Cezame CEZ4222), 2015

Chez le même éditeur, on peut également noter sa participation aux albums suivants : L’Etrange (Cezame CEZ4015) en 2007, Drone Music (Cezame CEZ4052) en 2007 et Seascapes (Cezame CEZ4058) en 2008.